# Droit divin
 (mai 2023).
Si vous disposez d'ouvrages ou d'articles de référence ou si vous connaissez des sites web de qualité traitant du thème abordé ici, merci de compléter l'article en donnant les références utiles à sa vérifiabilité et en les liant à la section « Notes et références ».
Le droit divin concerne la justification d'un pouvoir non démocratique par le choix de Dieu. Ce choix est souvent exprimé par l'affirmation d'une généalogie, d'une « race choisie ».
Dans l'Occident chrétien, la Réforme protestante ne modifia pas forcément cette doctrine là où elle existait. Elle en souligna une des conséquences qui n'avait pas non plus échappé au catholicisme : le monarque de droit divin se doit d'obéir à Dieu, sous peine de perdre sa légitimité.
Le Vatican justifie aussi le pouvoir du pape par le droit divin, de même que toute institution religieuse pour ses « ministres ». Mais il s'agit plutôt ici d'une hiérocratie. Les conceptions issues du Coran concernant la fusion des rôles spirituels et temporels dans les mains du calife mènent également à des régimes légitimés par le droit divin.
Au Japon, l'empereur est supposé descendre de la déesse Amaterasu, ce qu'exprime la dénomination d'Empire du Soleil Levant figurant sur l'emblème du drapeau.

## Les racines zoroastres
Il est pratiquement impossible de savoir à quelle époque exactement cette théorie a pris naissance dans les institutions politiques, ni exactement quel était le premier auteur ayant défendu cette théorie et ayant cherché à la mettre en application.
Chose certaine, le droit divin a bien servi le roi perse Darius Ier, dès le VIe siècle av. J.-C. Il prétendait être le gardien du bien et assimilait au mal tous ses opposants, un discernement qui, soutenait-il, provenait directement de Dieu, ou plutôt d'Ahura Mazda, figure centrale du zoroastrisme. La divine légitimité du roi n'était pas massivement reconnue par la haute société perse de l'époque ; il n'empêche que Darius Ier assit solidement son monopole de la violence sur la prémisse du droit divin, et fédéra ainsi un vaste territoire jamais encore unifié dans l'histoire, de l'Égypte aux portes de la Chine.

## Le monothéisme abrahamique
Le droit divin a trouvé tout au long de l’histoire de l’Europe occidentale, et pendant les 20 derniers siècles, plusieurs applications sous différentes formes. Cette théorie du droit est toujours en application aujourd’hui mais sous différentes formes. Certes, elle a subi une très grande évolution ; en particulier les idées théologiques que l’on peut classer sous cet intitulé ont changé de contenu. Le droit divin ne reste pas dans son sens classique pour la restauration de la monarchie, il y a aussi les nouvelles lectures plus démocratiques qui sont confirmées par les Écritures sacrées.
D’ailleurs, c’est ce qui distinguait l’islam par rapport au judaïsme et au christianisme. Le christianisme n’a pas eu de théorie de l’État malgré la prédominance, dans l’Occident chrétien, pendant plusieurs siècles, de la théorie du droit divin. Celui-ci se présentait contre la théorie : celle du droit naturel de l’homme, même pendant sa période de gloire et de domination au Moyen Âge. L’Église voulant étendre son pouvoir, tout comme les émirs musulmans, ne pouvait guère s'appuyer sur le commandement célèbre de Jésus (Aimez-vous les uns les autres) dont la portée est plus individuelle que politique, ce qui devait conduire à une réflexion sur les droits de l'homme en raison du conflit entre le temporel et le spirituel. L'Église est ainsi divisée entre la légitimité de son pouvoir (le pape est le représentant de Dieu) et le lien personnel de l'homme avec Dieu et son prochain ainsi qu'il apparaît dans les Béatitudes. Le christianisme a ainsi évolué d'une conception quasi théocratique de l'État à une attitude à la fois conciliante et critique, la conduisant par exemple à accepter la laïcité.
Quant au judaïsme, fondement du christianisme et de l'islam, il a toujours séparé le temporel du spirituel à l'exception de la période mosaïque, période largement mythique où s'exprime néanmoins le conflit entre les aspirations du peuple et les commandements de Dieu. Les Dix commandements sont des tables brisées par Moïse, dans sa colère de voir le peuple préférer le culte du veau d'or à la parole de Dieu, et toute l'histoire juive selon la Bible n'est qu'une suite de conflits entre les rois et les prophètes. Pour autant, le judaïsme n'a pas donné lieu à une théorie des droits de l'homme face au pouvoir royal, car ce dernier n'y est pas plus porteur de la parole de Dieu que la conscience humaine. Le droit est certes donné par Dieu, mais celui-ci ne dirige pas directement les hommes par un représentant mais, comme le développera Jésus, par la repentance, autrement dit l'assimilation personnelle d'un droit divin puisé autant dans sa conscience et que la loi, et qui reste divin dans la mesure précisément où il est autant personnel qu'universel et où personne ne peut s'en réclamer pour gouverner autrui. 

## Mises en œuvre

### Cas de lamonarchie française
L'Église franque, puis française, a imposé à la monarchie, depuis Clovis, le droit divin, à savoir l'affirmation que Dieu est maître des trônes qui ont prétention à gouverner le peuple chrétien. Le droit de Dieu s'exerçait notamment :
- à tout moment par la prédication et la juridiction de son Église (entendue comme l'Église catholique officielle), y compris éventuellement l'excommunication du roi infidèle ;
- lors du sacre, par cette investiture nécessaire même lorsque l'élection par les grands feudataires aura disparu.

Cette conception qui séparait pouvoir spirituel (des évêques, même nommés par le roi) et pouvoir temporel (du roi par naissance, même soumis à l'Église) est loin d'avoir toujours rencontré les faveurs des monarques ! Les derniers Mérovingiens et les Carolingiens ne s'y sont guère pliés, préférant être les maîtres en toutes choses, à la manière des rois germaniques. Les Capétiens eux-mêmes rechigneront parfois. Les guerres de religion seront l'occasion pour l'État français de se replacer au-dessus de l'Église, par l'édit de Nantes. Louis XIV poussera à l'extrême l'utilisation de la religion pour justifier sa mainmise du pouvoir, à la suite du traumatisme politique de la Fronde. Sa monarchie absolue ne reposait donc plus sur le droit divin manifesté par la loi salique et le sacre, mais désormais tous devaient s'agenouiller devant le Roi-Soleil.[Information douteuse]

### Cas deJacquesIerd'Angleterre
Notons qu'en Angleterre, l'emploi du Droit divin comme source du pouvoir relève du domaine de la généalogie.
La devise de la Maison d'Angleterre est – en français – Dieu et mon Droit (c'est-à-dire « Je règne avec la bénédiction divine »).
Pour se justifier du droit divin par la généalogie, les héritiers de la Couronne tracèrent une lignée remontant au Roi David de l'Ancien testament :
- Généalogie de la Maison d'Angleterre

Ces conceptions furent reprises de l'historiographie anglo-saxonne tirée de Bède le Vénérable pendant le Moyen Âge anglais. Elles se fondent sur l'Historia regum Britanniae des Bretons de l'île, qui fait descendre ses rois légendaires (tels Vortigern) de Britannicus jusqu'à la haute Antiquité classique via un ancêtre troyen.

## Droit divin et droit naturel
Le droit divin, en tant que fondement des régimes théocratiques, et en tant que justification de certaines monarchies d'Ancien Régime, a été historiquement opposé au courant du droit naturel et des droits de l'homme. Cependant, au-delà de cette opposition, le droit naturel et les droits de l'Homme contemporains, tout comme le droit divin avant eux, reprennent une thèse dont le principe essentiel remonte à l'Antiquité, à savoir l'existence de règles universelles, intemporelles et imprescriptibles, supérieures à la volonté des pouvoirs politiques, et assurant à tous les êtres humains des droits fondamentaux identiques.
À cet égard, en s'opposant à la Déclaration des droits de l'homme, l'Église catholique, en 1791, condamnait essentiellement la justification naturelle, et non divine, des droits, plutôt que leur existence.
Tandis que le droit divin attribue l'origine des règles universelles à une autorité surnaturelle nommément désignée, le droit naturel les attribue à la nature elle-même. Le droit naturel n'a donc pas besoin de référence religieuse pour exister, ce qui, dans un monde marqué par la diversité (et parfois l'affrontement) des religions, lui donne la portée générale à laquelle aucune religion ou idéologie politique ne peut prétendre.
Mais cette universalité est théorique car la traduction du droit naturel en droit positif soulève les mêmes problèmes de fond que la mise en œuvre effective du droit divin. De même que le droit divin, le droit naturel ne peut être formulé et appliqué que par des hommes dont chacun vit et s'exprime dans un contexte social donné. D'où, dans un cas comme dans l'autre, l'existence de divergences d'interprétation, l'absence d'autorité suprême capable d'obliger les gouvernements à respecter les droits, l'insuffisance de voies de recours des victimes en cas de transgression, etc.